# 托爾納拉
托爾納拉是斯洛伐克的城鎮，位於該國南部，由班斯卡-比斯特里察州負責管轄，面積57.77平方公里，海拔高度183米，2005年人口7,991，其中一半居民信奉羅馬天主教。

## 外部連結
- Official website （页面存档备份，存于） （斯洛伐克文）